# Alfonso Del Re
Alfonso Maria Del Re (Calitri, 9 ottobre 1859 – Vico Equense, 5 settembre 1921) è stato un matematico italiano.

## Biografia
Figlio di Raffaele e Rosa Margotta, si trasferì a Napoli all'età di quindici anni e vi compì gli studi superiori. Si laureò a Napoli nel 1886 dove iniziò anche la sua carriera accademica quale assistente universitario. Nel 1889 fu nominato professore di Geometria analitica e proiettiva alla facoltà di Matematica dell'Università di Roma, e nel 1892 passò per la stessa cattedra all'Università di Modena e Reggio Emilia. Nel 1899 fu infine richiamato presso la facoltà di matematica dell'Università di Napoli per insegnare Geometria descrittiva. Intorno al 1910 fu anche professore di matematica  presso la Scuola Militare Nunziatella.
È stato autore di più di un centinaio di lavori di geometria, di statica e di logica matematica, la maggior parte in forma di pamphlet.